# Rigny
Rigny – miejscowość i gmina we Francji, w regionie Burgundia-Franche-Comté, w departamencie Górna Saona.
Według danych na rok 1990 gminę zamieszkiwało 529 osób, a gęstość zaludnienia wynosiła 42 osoby/km² (wśród 1786 gmin Franche-Comté Rigny plasuje się na 297. miejscu pod względem liczby ludności, natomiast pod względem powierzchni na miejscu 301.).